# Гегель (Німеччина)
Гегель (нім. Högel) — громада в Німеччині, розташована в землі Шлезвіг-Гольштейн. Входить до складу району Північна Фризія. Складова частина об'єднання громад Міттлерес-Нордфрісланд.
Площа — 16,28 км2. Населення становить 462 ос. (станом на 31 грудня 2020).

## Галерея

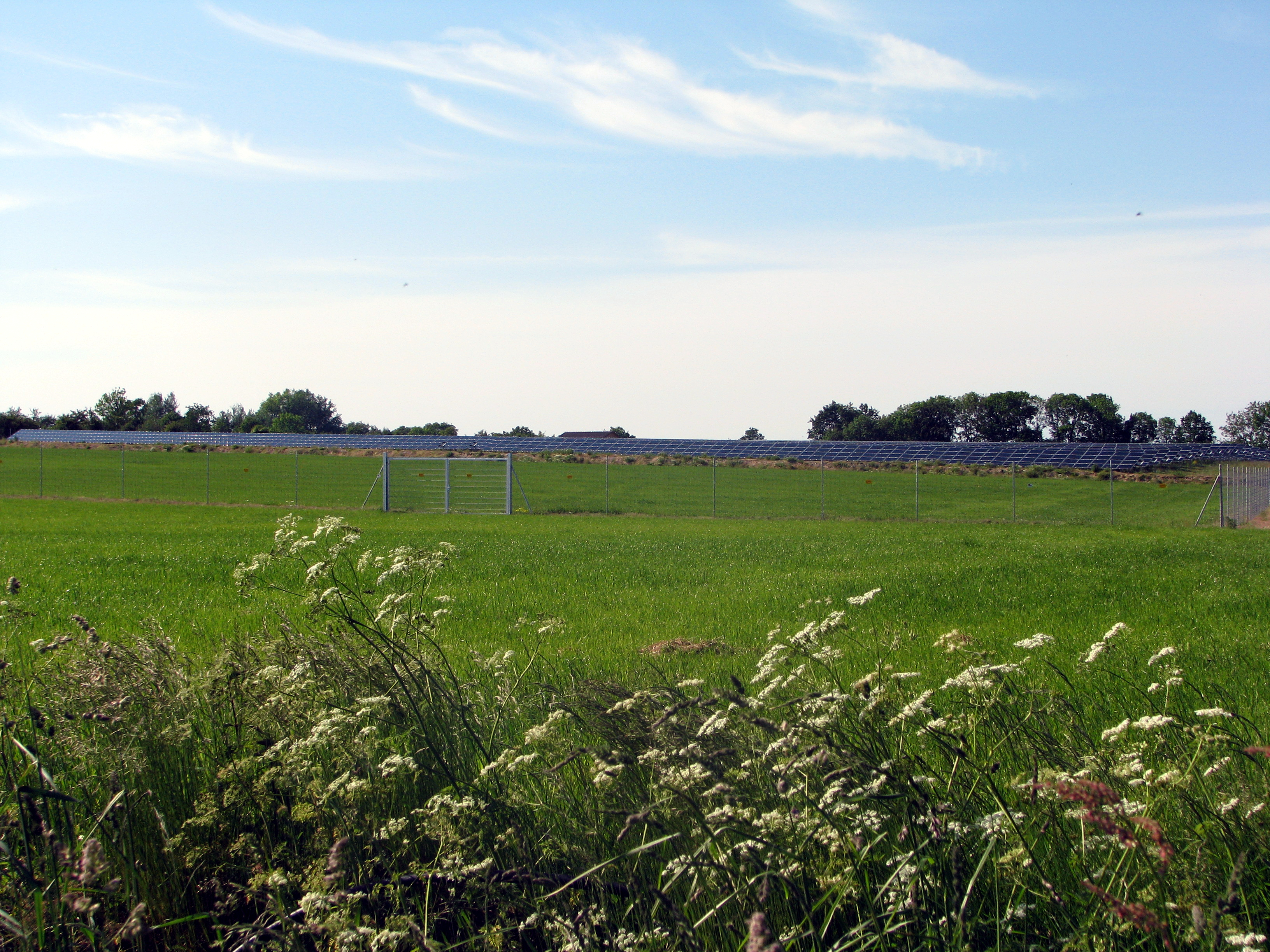